# بنطلون جوليت (فلم)
 بنطلون جوليت هو فيلم مصري من إنتاج 2012 بطولة وتاليف وإخراج طارق الإبياري.

## ملخص الاحداث
تدور أحداث الفيلم قضية غيرة الشاب على حبيبته التي ترتدي البنطلون الضيق المصنوع من قماش الفيزون الخفيف الذي انتشر في الآونة الأخيرة، والذي يصبح ارتداءها له سببا لكل خلافاتهما، ومن خلال تلك الفكرة يتطرق الفيلم للمشاكل التي تحدث بين كل شاب وحبيبته بشكل عام.

## الممثلين
- طارق الإبياري: طارق
- نهال لاشين: منى
- أحمد صفي
- سامي سليم
- محمد عماد
- عليا المكادي
- محمد أبو السعود
- شريف نبيل
- أحمد عماد
- عمر المهندس

### شكر خاص من اسرة الفيلم
- الفنانة ليلى علوي
- الفنان طلعت زكريا
- الإعلامي عمرو أديب
- المطربة نسمة محجوب
- الفنان حسن عبد الفتاح
- الفنانة نادية العراقية

## روابط خارجية
- مقالات تستعمل روابط فنية بلا صلة مع ويكي بيانات